# Пермский университет (газета)
"Пе́рмский университе́т" —  газета Пермского университета. Выходит с 1948 года как многотиражная, являясь старейшим студенческим СМИ Перми и одной из старейших газет Перми и Пермской области.

## История газеты
Первый номер газеты «Пермский университет» (в то время —  "Молотовский университет") вышел в свет 16 апреля 1948 года (спецвыпуск ко Дню советской науки, подготовленный и напечатанный студентами). Создание газеты лично курировал партсекретарь университета В. И. Мочалов, пригласив к руководству газетой своего коллегу, физика-теоретика Ю. И. Кочёмкина.
Содержанием газеты с самого дня основания в газете являлась информация от ректората, многочисленных общественных организаций, рецензии на студенческие «Вёсны», стихи, рассказы, карикатуры и др. Кроме того, в газете появлялись материалы общественно-экономической тематики, выходящей далеко за пределы вуза: о перспективах развития Пермской области, Перми, жизни советской молодёжи и др. 
Порой целые страницы предоставлялись молодым поэтам, проводилось обсуждение их стихов.
В студенческие годы в газете работали Борис Гашев, Надежда Пермякова (Гашева), Альмира Зебзеева, Татьяна Чернова, Константин Шумов, Василий Бубнов, Евгений Смирнов, Константин Долгановский, Владислав Горин, Алексей Гущин, Василина Конева и многие другие, впоследствии — известные пермские журналисты; Евгений Богословский, Евгений Коваленко, Игорь Кондаков, Юрий Матарзин, Александр Овёснов, Владимир Оборин, Юрий Фоминых и другие, впоследствии — пермские, российские учёные.
Многие авторы газеты «Пермский университет» стали писателями уральского и российского уровня: Алексей Домнин, Лев Давыдычев, Бэла Зиф, Андрей Ромашов, Владимир Радкевич, Нина Авернина, Нина Горланова, Леонид Юзефович, Анатолий Королёв, Дмитрий Скирюк и др.
Газета отражала и отражает на своих страницах атмосферу своего времени, по её материалам воссоздаваем образ университета разных лет, и исторической ситуации в стране в целом.
До 1990 года выходила с надписью "орган ректората, парткома, профкомов и комитета ВЛКСМ".
В 1990-е годы газета пережила тяжелое время отсутствия финансирования, когда закрылись многие вузовские газеты, но благодаря усилиям сотрудников редакции (нашедших спонсоров, типографские мощности и пр.) и принципиальной позиции ректората "Пермский университет" удалось сохранить.

## Периодичность, дизайн, структура газеты
С 1948 по 1990 год газета имела еженедельную периодичность, двухполосный (реже — четырёх-, восьмиполосный) формат.
В 1983 году (редактор — К. Э. Шумов) были убраны рамки и линейки, внедрён более плотный набор, гарнитура стала использоваться одна на полосу, из заголовков был убран курсив, стала больше применяться горизонтальная верстка .
С 1990 года (редактор — П. Н. Козьма) газета стала выходить раз в две недели на четырёх полосах размером А3.
В 1996–1997 учебном году (редактор — И. А. Соловейчик) газета вновь перешла на восьмиполосный формат.
С 1997 по 2014 годы (редактор — Т. А.  Абасова) появилось студенческое приложение «Публика» и спортивное — «Студенческий спорт Прикамья», было получено несколько престижных дипломов конкурсов вузовских и корпоративных газет, таких как «Серебряные нити» («За лучший стиль») и «Студенческая весна». С мая 2000 года газета вновь вернулась к четырёхполосному формату.
С 2014 по 2016 год (редактор — Д. Л. Постаногов) в газете появились новые рубрики; издание обзавелось аккаунтами Вконтакте и Инстаграм.
В мае 2016 года был создан новый дизайн для мелованной бумаги и газета стала цветной ; с 2017 года газета стала выходить раз в месяц (редактор — А. С. Трапезников).

## Руководители газеты и их роль
С момента создания газеты в ней была одна штатная должность — ответственный секретарь, который руководил сбором журналистского материала, вёрсткой, публикацией газеты и т. д. (название должности могло звучать также как ответственный редактор). Редактор — это была своего рода общественная нагрузка, которую несли, в основном, преподаватели университета, осуществляя контроль от имени партийного комитета университета. Именно в таком статусе редакторами газеты были Е. И. Коваленко (1953–1957)  И. С. Капцугович (1957–1958); после него, на рубеже 1960–1960-х — Р. В. Комина, в середине 1960-х — Ф. Л. Скитова и др.
C 1966 года вступило в силу распоряжение, согласно которому высшей руководящей единицей в газете является именно редактор, а должность общественного секретаря была аннулирована. Последним ответственным секретарём и первым собственно редактором газеты была Нина Фёдоровна Аверина.

### Ответственные секретари и редакторы
| Ответственные секретари                                                               | Редакторы |
| ------------------------------------------------------------------------------------- | --- |
| зам. главного редактора — Юрий Михайлович Матарзин).                                  | Апрель — июль 1948: редактор — Юрий Ильич Корчёмкин. |
| 1951: зам. главного редактора — Г. И. Горбунов; с 24 сентября 1951 года — Е. Шадрин). | Декабрь 1948 — февраль 1952: Александр Михайлович Овёснов. |
| октябрь 1951 — январь 1953: и.о. отв. редактора — А. Гонцова.                         | |
| март — июль 1953: зам. редактора В. Кожевников.                                       | |
| август 1954 – декабрь 1957: Владислав Владимирович Мухин.                             | октябрь 1953 — июнь 1957: редактор — Евгений Иванович Коваленко. ноябрь 1957 — март 1959: редактор — Владимир Антонович Оборин.                                                              |
| 1958 – октябрь 1964: ответственный секретарь — Галина Георгиевна Воронцова.           | Декабрь 1959 — октябрь 1963 — редактор Римма Васильевна Комина. (Февраль 1959 — март, май–июнь 1960 — редактор Игорь Севастьянович Капцугович. Январь — июнь 1962: редактор — Г. И. Власов). |
| Октябрь 1964–1966: ответственный секретарь — Нина Фёдоровна Аверина.                  | Ноябрь 1963 — ноябрь 1966: редактор — Франциска Леонтьевна Скитова; к редакторству в 1965–1966 также привлекались И. С. Капцугович, Ю. Ф. Фоминых).                                          |

### Редакторы
1967 — сентябрь 1968 — Игорь Николаевич Ивакин .
Октябрь 1968 —  декабрь 1970 — Анатолий Иванович Коробков.
1970–1982 — Викторина Владимировна Куликова .
1982–1987 — Константин Эдуардович Шумов .
1987–1990 — Нина Станиславовна Бочкарёва.
1990–1993 — Пётр Николаевич Козьма .
1994–1997 — Ирина Анатольевна Соловейчик .
1997–2014 — Татьяна Александровна Абасова .
2014–2016 — Данил Леонидович Постаногов.
2016–2024 — Алексей Сергеевич Трапезников.
2024 — по настоящее время — Виталий Ярославович Призюк.

## Награды и премии
Газета — неоднократный лауреат и дипломант конкурсов регионального, российского и международного  уровня, в частности:
- Диплом II степени Всероссийского семинара студенческих многотиражных газет (Москва, 1967).
- Дипломант конкурса корпоративных информационных ресурсов «Серебряные нити» («За лучший стиль», 2006)[14].
- Диплом III степени в номинации "Лучшее молодежное издание". I Международный фестиваль-конкурс студенческих и школьных средств массовой информации «Планета Медиа», Челябинск. (2016)[15].